# Avasthātraya
Avasthātraya (en sanskrit IAST ; devanāgarī : अवस्थात्रय) désigne dans la philosophie indienne et plus particulièrement dans le Vedānta les trois états de conscience de veille (jāgrat), rêve (svapna) et sommeil profond (suṣupti). Ces trois états de conscience sont décrits dans la Māṇḍūkya Upaniṣad qui a été commentée par Gauḍapāda, compositeur du texte sanskrit intitulé Māṇḍūkya kārikā.